# Super Play
Pour le magazine suédois, voir Super PLAY.
Super Play était un magazine de jeu vidéo britannique spécialisé dans l'actualité de la Super NES, paru de novembre 1992 à septembre 1996.
Le magazine disparaît avec le déclin de la Super NES et l’arrivée de la Nintendo 64. L’équipe de rédaction est toutefois conservée pour le lancement en mars 1997 de N64 Magazine, qui après 60 numéros est renommé NGC Magazine, jusqu’à sa fermeture en juin 2006. Le magazine renaît à nouveau sous le nom de NGamer le 13 juillet 2006.
À l'occasion de la sortie du Retro Gamer 172 le 7 septembre 2017, le magazine est accompagné d'une édition unique de Super Play. Ce numéro 48 est réalisé par l'équipe de l'époque.